# اطریفل
اطریفل یا طرافل (احتمالا از هندیِ ترپهله /ترپهلا) صورت معرب نام هندی داروهایی گیاهی در طب سنتی است که از سه گیاه درست می‌شود. این سه گیاه را در متن‌های فارسی هلیله و بلیله و آمله گفته‌اند که به ترتیب گیاهانی است که در هندی هارتاکی (Terminalia Chebula) و ویبهیتاکی (Terminalia Bellirica) و آمالاکی یا آمالا (Emblica Officinalis) گفته می‌شود.
برخی گفته‌اند اطریفل کلمه‌ای مأخوذ از یونانی است، اما معادل یونانی آن روشن نیست.

## انواع
اطریفل یک ترکیب پرکاربرد در طب سنتی است که در برخی موارد ترکیبات دیگری نیز به آن اضافه می‌شود. پرکاربردترین انواع اطریفل عبارتند از:
1. اطریفل مقل،
2. اطریفل مقل ملیّن،
3. اطریفل گشنیزی،
4. اطریفل سفرجلی،
5. اطریفل کبیر،
6. اطریفل صغیر،
7. اطریفل زمانی،
8. اطریفل اسطوخودوس،
9. اطریفل افتیمونی،
10. اطریفل مسهل
11. اطریفل شاهتره

اطریفل مقل ملین یا گوگاتریپ، علاوه‌بر هلیله، بلیله و آمله حاوی افتیمون، مقل، فلوس و تربد نیز می‌باشد که همگی خاصیت ملین دارند. در طب سنتی اطریفل مقل ملین به منظور درمان نفخ، بواسیر، سردی و رطوبت بدن و همچنین دفع بلغم مورد استفاده قرار می‌گیرد. [1] اطریفل گشنیزی بادشکن، مقوی معده و ضدنفخ بوده و در طب سنتی برای منع صعود ابخره از معده به سر، ریختن سودای سوخته به معده و نافع جهت سردرد ناشی از عملکرد معده و تقویت حواس به کار می‌رود.
اطریفل شاهتره موجب اصلاح کار کبد و بهبود عملکرد بافت پوست می‌شود. اطریفل اسطوخودوسی اثرات ضد افسردگی، مقوی اعصاب و آرامش بخش دارد. اطریفل افتیمونی در درمان سردرد و میگرن مؤثر است و اطریفل صغیر برای ضعف معده، بواسیر و تقویت مغز استفاده می‌شود.